# Crisi (film 1928)
Crisi (Abwege) è un film muto tedesco del 1928, diretto da Georg Wilhelm Pabst.

## Trama
La ricca e inquieta Irene Beck, stanca della sua vita accanto al marito Thomas, accetta la proposta rivoltale da un amico pittore di fuggire con lui in Svizzera. Alla stazione ferroviaria si presenta però Thomas, che riporta a casa Irene. Dopo una lunga notte trascorsa in un locale frequentato dall'alta borghesia berlinese, Irene si convince che dopotutto la cosa migliore per lei è di rimanere accanto al marito, il quale tuttavia continua a trattarla con distacco e severità. La donna decide allora di inscenare un nuovo tradimento per scoprire se Thomas l'ami davvero.

## Produzione
Il film fu prodotto dalla Deutsche Universal-Film, Erda-Film GmbH. Venne girato nel marzo 1928 a Markgrafentheater a Erlangen in Baviera.

## Distribuzione
Distribuito dalla Deutsche Universal-Film, uscì in Germania presentato in prima ad Amburgo il 10 agosto 1928.